# Stimmkreis Bamberg-Stadt
Der Stimmkreis Bamberg-Stadt (Stimmkreis 402) ist ein Stimmkreis in Oberfranken. Er umfasst die kreisfreie Stadt Bamberg, die Stadt Hallstadt und den Gemeinden Bischberg, Gundelsheim, Lisberg, Oberhaid, Priesendorf, Stegaurach, Viereth-Trunstadt, Walsdorf des Landkreises Bamberg.

## Wahl 2023
Bei der Bayerischen Landtagswahl 2023 waren 84.971 Personen im Stimmkreis Bamberg-Stadt wahlberechtigt, von denen 72,8 % ihre Stimme abgaben. Neben der Wahl der Direktkandidaten über die Erststimme, wurden auch die Landeslisten der Parteien gewählt. Die Wahlen kamen zu folgendem Ergebnis:
| Nr. | Direktkandidat      | Partei       | Erststimmen in % | Gesamtstimmen in % |
| --- | ------------------- | ------------ | ---------------- | ------------------ |
| 1   | Melanie Huml        | CSU          | 36,6             | 34,9               |
| 2   | Ursula Sowa         | GRÜNE        | 19,4             | 19,6               |
| 3   | Manuel Hirschfelder | Freie Wähler | 9,1              | 10,3               |
| 4   | Michael Weiß        | AfD          | 15,7             | 15,9               |
| 5   | Eva Jutzler         | SPD          | 8,7              | 9,4                |
| 6   | Ralf Stöcklein      | FDP          | 3,3              | 3,4                |
| 7   | Hilal Tavşancioğlu  | LINKE        | 2,7              | 2,7                |
| 8   | Thomas Dotzler      | BP           | 0,6              | 0,6                |
| 9   | Lucas Büchner       | ÖDP          | 1,8              | 1,7                |
| 10  | Willy Künzel        | dieBasis     | 1,0              | 1,0                |
| 11  | Felix Browarzik     | Volt         | 1,1              | 1,1                |

## Wahl 2018
Im Stimmkreis waren insgesamt 85.378 Einwohner wahlberechtigt. Die Landtagswahl am 14. Oktober 2018 hatte folgendes Ergebnis:
| Direktkandidat  | Partei               | Erststimmen in % | Gesamtstimmen in % | Veränderung der Gesamtstimmen im Vergleich zur Landtagswahl 2013 in % |
| --------------- | -------------------- | ---------------- | ------------------ | --------------------------------------------------------------------- |
| Melanie Huml    | CSU                  | 38,1             | 35,2               | - 10,6                                                                |
| Heinz Kuntke    | SPD                  | 8,8              | 9,4                | - 9,7                                                                 |
| Dietmar Schutty | Freie Wähler         | 6,1              | 7,4                | + 3,2                                                                 |
| Ursula Sowa     | GRÜNE                | 21,7             | 21,4               | + 7,5                                                                 |
| Martin Pöhner   | FDP                  | 5,1              | 5,5                | + 2,2                                                                 |
| Paul Lehmann    | LINKE                | 4,3              | 4,3                | + 1,7                                                                 |
| Thomas Dotzler  | BP                   | 1,0              | 1,1                | − 0,1                                                                 |
| Lucas Büchner   | ÖDP                  | 1,3              | 1,2                | - 0,1                                                                 |
| -               | PIRATEN              | -                | 0,3                | - 2,4                                                                 |
| Jan Schiffers   | AfD                  | 11,9             | 12,1               | + 12,1                                                                |
| Iris Schiffer   | mut                  | 0,5              | 0,6                | + 0,6                                                                 |
| Andreas Roensch | Die Partei           | 1,3              | 1,3                | + 1,3                                                                 |
| -               | Gesundheitsforschung | -                | 0,1                | + 0,1                                                                 |
| -               | V-Partei³            | -                | 0,2                | + 0,2                                                                 |

Neben der direkt gewählten Stimmkreisabgeordneten Melanie Huml (CSU) wurden die Grünen-Kandidatin Ursula Sowa und der AfD-Kandidat Jan Schiffers über die jeweiligen Bezirkslisten ihrer Partei gewählt.

## Wahl 2013
Wahlberechtigt waren bei der Landtagswahl vom 15. September 2013 insgesamt 86.057 Einwohner. Die Wahlbeteiligung lag bei 60,3 %. Die Wahl hatte im Stimmkreis Bamberg-Stadt folgendes Ergebnis:
| Direktkandidat   | Partei       | Erststimmen in % | Gesamtstimmen in % | +/- Gesamtstimmen ggü. 2008 in %-P. |
| ---------------- | ------------ | ---------------- | ------------------ | ----------------------------------- |
| Melanie Huml     | CSU          | 47,8             | 45,9               | + 2,0                               |
| Felix Holland    | SPD          | 20,2             | 19,1               | + 4,1                               |
| Helmut Kormann   | Freie Wähler | 4,3              | 4,2                | +/− 0,0                             |
| Andreas Lösche   | GRÜNE        | 11,4             | 13,9               | + 1,1                               |
| Martin Pöhner    | FDP          | 2,9              | 3,3                | - 4,7                               |
| Ralph Herrmann   | LINKE        | 2,4              | 2,6                | - 3,1                               |
| Susanne Batz     | ÖDP          | 1,4              | 1,3                | +/− 0,0                             |
| Joseph Lorenz    | REP          | 1,4              | 1,3                | - 1,0                               |
| Winfried Breu    | NPD          | 1,3              | 1,4                | + 0,2                               |
| Matthias Gerbig  | BP           | 1,0              | 1,1                | + 0,6                               |
| -                | Frauenliste  | -                | 0,4                | + 0,4                               |
| Uwe Metzner      | Die Franken  | 3,0              | 2,7                | + 2,7                               |
| Benjamin Stöcker | PIRATEN      | 2,8              | 2,8                | + 2,8                               |

## Wahl 2008
Bei der Landtagswahl 2008 waren im Stimmkreis 83.672 Einwohner wahlberechtigt. Die Wahlbeteiligung lag bei 56,3 %. Die Wahl hatte folgendes Ergebnis:
| Direktkandidat | Partei       | Erststimmen in % | Gesamtstimmen in % | Veränderung der Gesamtstimmen im Vergleich zur Landtagswahl 2003 in % |
| -------------- | ------------ | ---------------- | ------------------ | --------------------------------------------------------------------- |
| Melanie Huml   | CSU          | 45,2             | 43,9               | - 15,2                                                                |
| Monika Bieber  | SPD          | 14,8             | 15,0               | - 3,4                                                                 |
| Ursula Sowa    | GRÜNE        | 13,8             | 12,9               | + 2,1                                                                 |
| Helmut Kormann | Freie Wähler | 4,6              | 4,2                | + 3,7                                                                 |
| Gabriele Seidl | FDP          | 8,0              | 8,0                | + 4,5                                                                 |
| Gerd Hans Herr | REP          | 2,2              | 2,3                | - 2,2                                                                 |
| Susanne Batz   | ödp          | 1,5              | 1,3                | - 0,0                                                                 |
| Thomas Dotzler | BP           | 0,6              | 0,6                | - 0,7                                                                 |
| Andreas Triffo | BB           | 2,3              | 5,0                | + 5,0                                                                 |
| Hans Karl Loch | LINKE        | 5,8              | 5,7                | + 5,7                                                                 |
| Kerstin Limmer | NPD          | 1,2              | 1,2                | + 1,2                                                                 |